# Abdallah Tazi
Abdallah Tazi (en arabe: عبدالله تازي) est un footballeur marocain.

## Biographie
Il joue avec l'équipe du Maroc lors des Jeux olympiques d'été de 1972 puis lors de la Coupe d'Afrique des nations 1978. 
Il participe également avec le Maroc aux qualifications de la Coupe du monde 1970 puis de la Coupe du monde 1974.
En club, il évolue au Maghreb de Fès.

## En sélection nationale du Maroc
| Caps | Date       | Match                 | Lieu        | Score | Compétition     | But |
| 1    | 03/11/1968 | Maroc - Sénégal       | Casablanca  | 1 - 0 | Elim. CM 1970   | --  |
| 2    | 05/01/1969 | Sénégal - Maroc       | Dakar       | 2 - 1 | Elim. CM 1970   | --  |
| 3    | 09/02/1969 | Maroc - Hongrie       | Casablanca  | 1 - 4 | Amical          | --  |
| 4    | 09/03/1969 | Algérie - Maroc       | Alger       | 2 - 0 | Elim. CAN 1970  | --  |
| 5    | 08/11/1969 | Nigeria - Maroc       | Ibadan      | 2 - 0 | Elim. CM 1970   | --  |
| 6    | 09/11/1969 | Côte d’Ivoire - Maroc | Abidjan     | 1 - 0 | Amical          | --  |
| 7    | 12/09/1971 | Maroc - Mexique       | Maroc       | 2 - 1 | Amical          | --  |
| 8    | 29/01/1972 | Maroc - Roumanie      | Maroc       | 2 - 4 | Amical          | --  |
| 9    | 27/02/1972 | Soudan - Maroc        | Douala      | 1 - 1 | CAN 1972        | --  |
| 10   | 29/02/1972 | Zaire - Maroc         | Douala      | 1 - 1 | CAN 1972        | --  |
| X    | 23/04/1972 | Tunisie - Maroc       | Tunis       | 3 - 3 | Elim. JO 1972   | 1x  |
| X    | 14/05/1972 | Maroc - Tunisie       | Casablanca  | 0 - 0 | Elim. JO 1972   | --  |
| X    | 21/05/1972 | Mali - Maroc          | Bamako      | 1 - 4 | Elim. JO 1972   | 1x  |
| X    | 27/08/1972 | USA - Maroc           | Augsbourg   | 0 - 0 | JO 1972         | --  |
| X    | 31/08/1972 | Malaisie - Maroc      | Ingolstadt  | 0 - 6 | JO 1972         | 1x  |
| X    | 03/09/1972 | URSS - Maroc          | Munich      | 3 - 0 | JO 1972         | --  |
| X    | 05/09/1972 | Danemark - Maroc      | Passau      | 3 - 1 | JO 1972         | --  |
| X    | 08/09/1972 | Pologne - Maroc       | Nuremberg   | 5 - 0 | JO 1972         | --  |
| 11   | 03/12/1972 | Sénégal - Maroc       | Dakar       | 1 - 2 | Elim. CM 1974   | --  |
| 12   | 11/02/1973 | Guinée - Maroc        | Conakry     | 1 - 1 | Elim. CM 1974   | --  |
| 13   | 25/02/1973 | Maroc - Guinée        | Tétouan     | 2 - 0 | Elim. CM 1974   | --  |
| 14   | 20/05/1973 | Côte d’ivoire - Maroc | Abidjan     | 1 - 1 | Elim. CM 1974   | --  |
| 15   | 31/10/1973 | Algérie - Maroc       | Alger       | 2 - 0 | Amical          | --  |
| 16   | 01/03/1976 | Soudan - Maroc        | Dire Dawa   | 2 - 2 | CAN 1976        | --  |
| 17   | 04/03/1976 | Zaire - Maroc         | Dire Dawa   | 0 - 1 | CAN 1976        | --  |
| 18   | 06/03/1976 | Nigeria - Maroc       | Dire Dawa   | 1 - 3 | CAN 1976        | 1   |
| 19   | 09/03/1976 | Egypte - Maroc        | Addis Abeba | 1 - 2 | 2°Tour CAN 1976 | --  |
| 20   | 11/03/1976 | Nigeria - Maroc       | Addis Abeba | 1 - 2 | 2°Tour CAN 1976 | --  |
| 21   | 14/03/1976 | Guinée - Maroc        | Addis Abeba | 1 - 1 | 2°Tour CAN 1976 | --  |
| X    | 18/04/1976 | Maroc - Nigeria       | Tanger      | 1 - 0 | Elim. JO 1976   | --  |
| 22   | 03/04/1977 | Maroc - Gabon         | Rabat       | 5 - 1 | Amical          | 1   |
| 23   | 06/03/1978 | Tunisie - Maroc       | Kumasi      | 1 - 1 | CAN 1978        | --  |
| ---- | ---------- | --------------------- | ----------- | ----- | --------------- | --- |